# Acronicta basistriata
Acronicta basistriata är en fjärilsart som beskrevs av Kujau 1931. Acronicta basistriata ingår i släktet Acronicta och familjen nattflyn. Inga underarter finns listade i Catalogue of Life.